# Campeonato do Porto de 1914–15
O Campeonato do Porto de 1914/15 foi 2ª edição do Campeonato Regional do Porto. O FC Porto venceu pela primeira vez esta prova, sucedendo ao Boavista, que tinha ganho a primeira edição.

## Meias-finais
| Vencedor  | Resultado | Vencido  |
| --------- | --------- | -------- |
| FC Porto  | 4–0       | Boavista |
| Académico | 7–2       | Leixões  |

## Final
| 16 de maio de 1915 | FC Porto | 4 – 3 | Académico | Porto |
|                    |          |       |           |       |

## Campeão
| Campeonato do Porto de 1914/15 |
| ------------------------------ |
| FC Porto Campeão (1° título)   |

### Gerais
- Tovar, Rui Miguel (2011). Almanaque do FC Porto 1893-2011. Lisboa: Caderno. p. 38. ISBN 9789892315430